# Post scripta
Post scripta è il quarto album del rapper italiano Kaos, pubblicato l'11 novembre 2011 dalla K-Age.

## Descrizione
Prodotto dal rapper stesso, il quale ha curato anche le fasi di missaggio e di mastering insieme a DJ Argento, Post scripta contiene otto brani, le cui basi musicali sono state realizzate da Fid Mella e da DJ Argento, quest'ultimo curatore degli scratch. L'album è stato interamente registrato da Kaos presso i K-Age Studio di Bologna, ad esclusione del brano Detraxi (Blahgorrea), registrato da DJ Argento presso i Silver Room Studio di Bari.
In concomitanza con l'uscita del disco è stato pubblicato il videoclip del brano Le 2 metà, diretto da Alberto Salvucci. A febbraio 2013 è stato pubblicato il videoclip del brano Prison Break, diretto da Niccolò "Nicco" Celaia.

## Accoglienza
Post scripta è stato accolto positivamente dalla critica specializzata del settore, venendo decretato come miglior album hip hop dell'anno agli Hip Hop Hano Award 2011.

## Tracce
1. P.S. (intrautro) – 1:45
2. Dottor K (0%) – 3:30
3. Le 2 metà (lacrime rosse) – 3:43
4. Prison Break (Arkham Escapology) – 2:58
5. Detraxi (Blahgorrea) – 3:21
6. Danse Macabre (Somniphobia) – 3:47
7. Parole al vento (D.S.P. Docet) – 3:19
8. Quello che sei (Oltre-Con-Fine) – 2:29

## Formazione
- Kaos – voce, produzione (traccia 8)
- DJ Argento – produzione (tracce 1, 3, 5, 6 e 8)
- Fid Mella – produzione (tracce 2, 4 e 7)